# Apfelallee 16 (München)

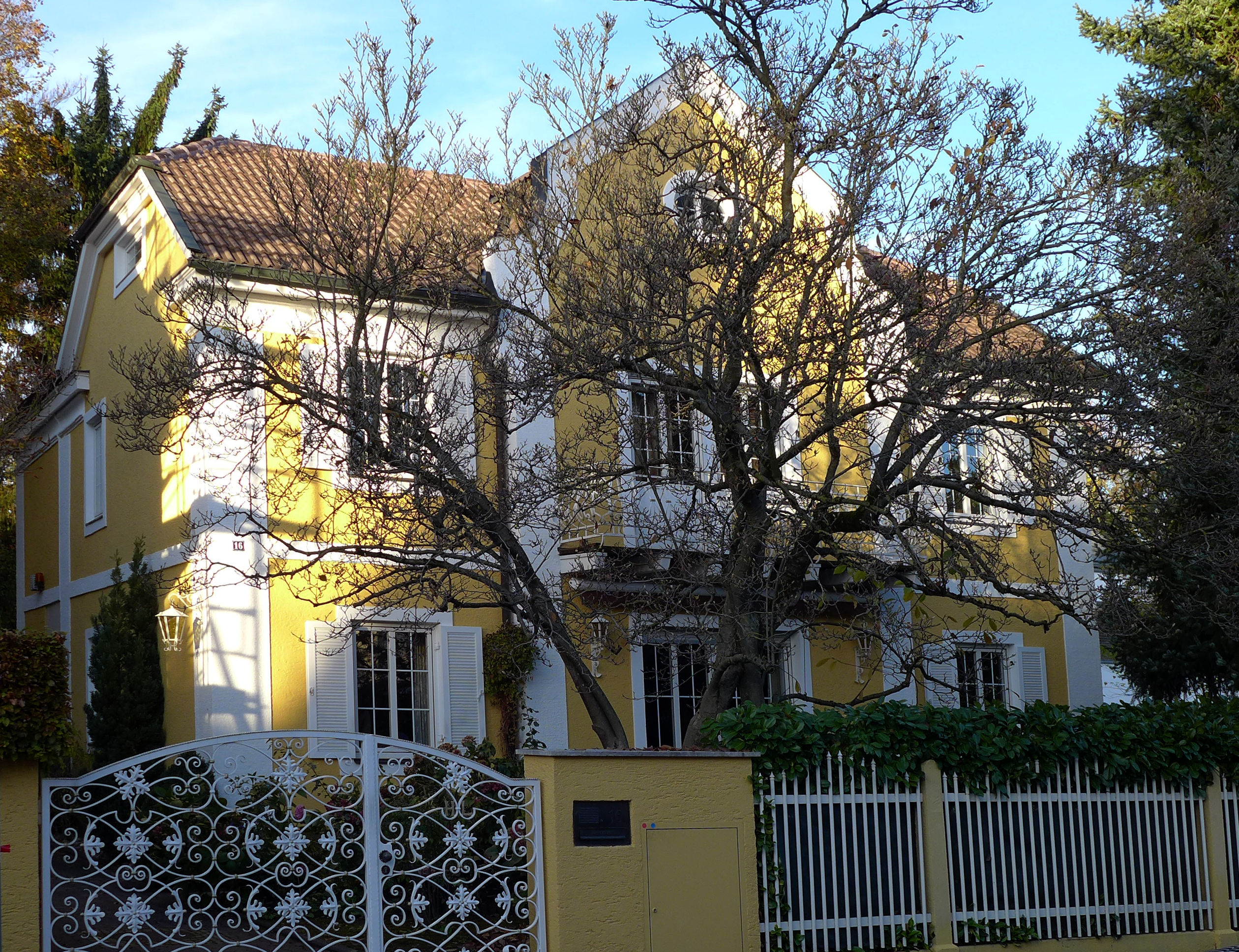
Haus Apfelallee 16 im Stadtteil Obermenzing von München

Das Gebäude Apfelallee 16 im Stadtteil Obermenzing der bayerischen Landeshauptstadt München wurde 1898 errichtet. Die Villa in der Apfelallee ist ein geschütztes Baudenkmal.
Der zweigeschossige Bau wurde nach Plänen des Büros von August Exter, das viele weitere Häuser der Villenkolonie Pasing II entwarf, errichtet. Das Haus besitzt einen übergiebelten Mittelrisalit. Beim Umbau im Jahr 1976 sind die Holzbalkone im Ober- und Dachgeschoss entfernt worden, die den ursprünglich ländlich wirkenden Charakter ausgemacht hatten. 